# Stanisław Barański (polityk)
Stanisław Barański (ur. 1925 w Żyrardowie, zm. 28 listopada 2015 tamże) – polski działacz partyjny i państwowy, przewodniczący Miejskiej Rady Narodowej w Żyrardowie (1973–1975), wojewoda skierniewicki (1975–1980).

## Życiorys
W latach 1946–1952 pracował w Zakładach Lniarskich w Żyrardowie, następnie był kierownikiem działu planowania Zakładów Przemysłu Bawełnianego (1952–1954) oraz dyrektorem naczelnym ZPB i Zakładu Tkanin Technicznych. Ukończył studia wyższe. W 1972 objął funkcję I sekretarza Komitetu Miejskiego PZPR w Żyrardowie, a w następnym roku został przewodniczącym Miejskiej Rady Narodowej tego miasta. Od 1975 do 1980 sprawował funkcję pierwszego w historii wojewody skierniewickiego.
Mieszkał w Żyrardowie. Odznaczony był m.in. Krzyżem Kawalerskim Orderu Odrodzenia Polski i Złotym Krzyżem Zasługi.